# Staatsaansprakelijkheid
Met staatsaansprakelijkheid wordt onder internationaal recht de aansprakelijkheid van staten aangeduid voor zover zij zich schuldig maken aan schending van op hen rustende rechtsplichten. Het rechtsgebied dat zich met staatsaansprakelijkheid bezighoudt is het staatsaansprakelijkheidsrecht.